# Sankt Georgs serbisk-ortodoxa kyrka, Čenta
Sankt Georgs serbisk-ortodoxa kyrka (serbisk kyrilliska: Српска православна црква Светог Георгија; latinska: Srpska pravoslavna crkva Svetog Georgija; kyrkslaviska: Се́рбскаѧ правосла́внаѧ це́рковь Свѧтого Геѡ́ргїѧ) är en serbisk-ortodox kyrkobyggnad belägen i den centrala delen av byn Čenta, i staden Zrenjanin i provinsen Vojvodina, i norra Serbien.
Kyrkan är helgad åt den romerske martyren, soldaten och helgonet Sankt Göran. Den tillhör Banats stift.

## Historik
Sankt Georgs serbisk-ortodoxa kyrka i Čenta började att byggas år 1796 och stod klar 1802.

## Kyrkan
- Kyrkan är byggd i klassicistisk stil.[1]
- Byggnaden är 30 meter lång, 12 meter bred och klocktornet (med korset) är 39,5 meter högt. Inuti kyrkan är höjden 9 meter.[1]
- Ikonostasen tillverkades troligen av av Dimitrije och Georgije Popović.[1]

## Bilder

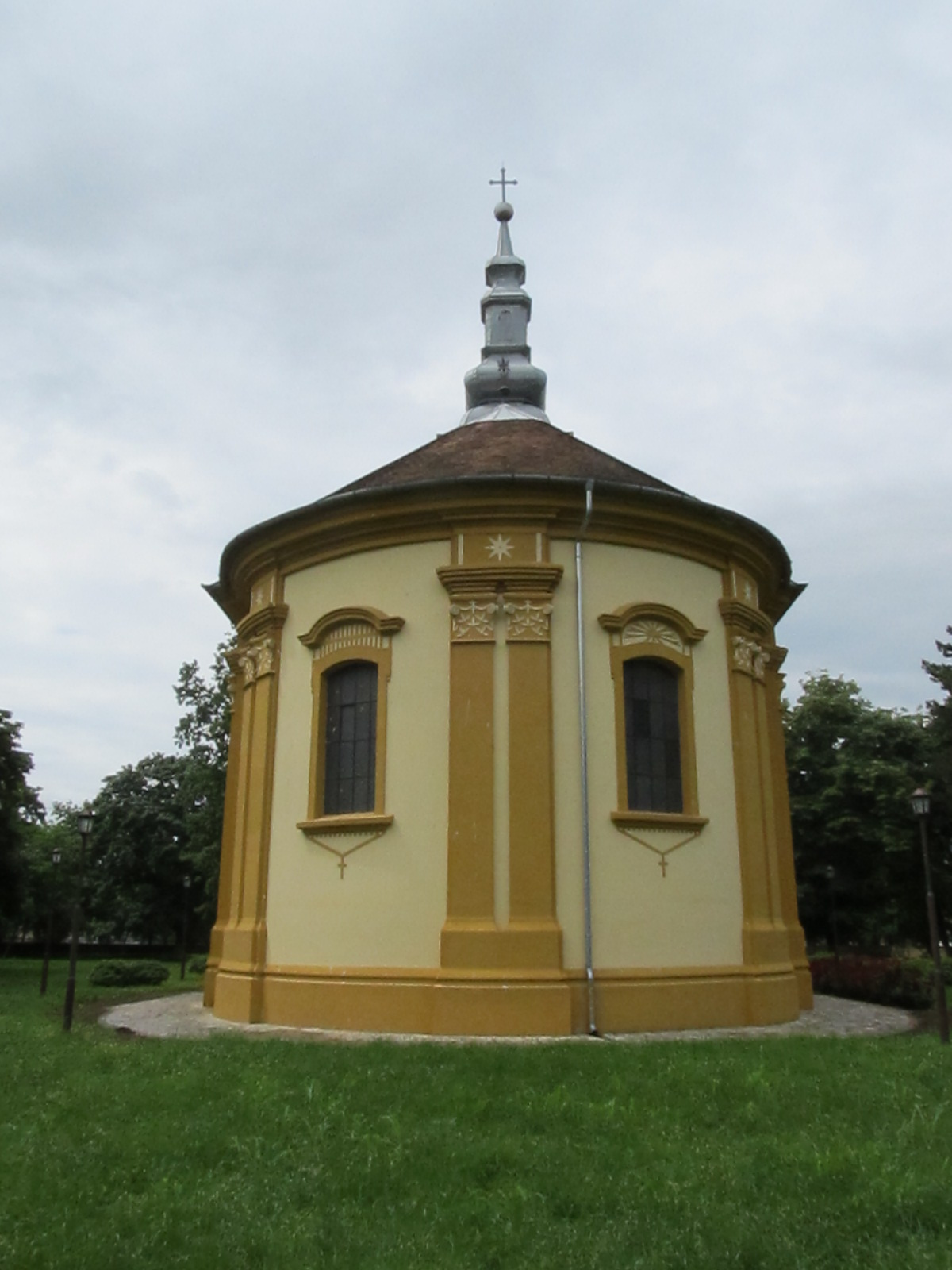
Baksidan och absiden.
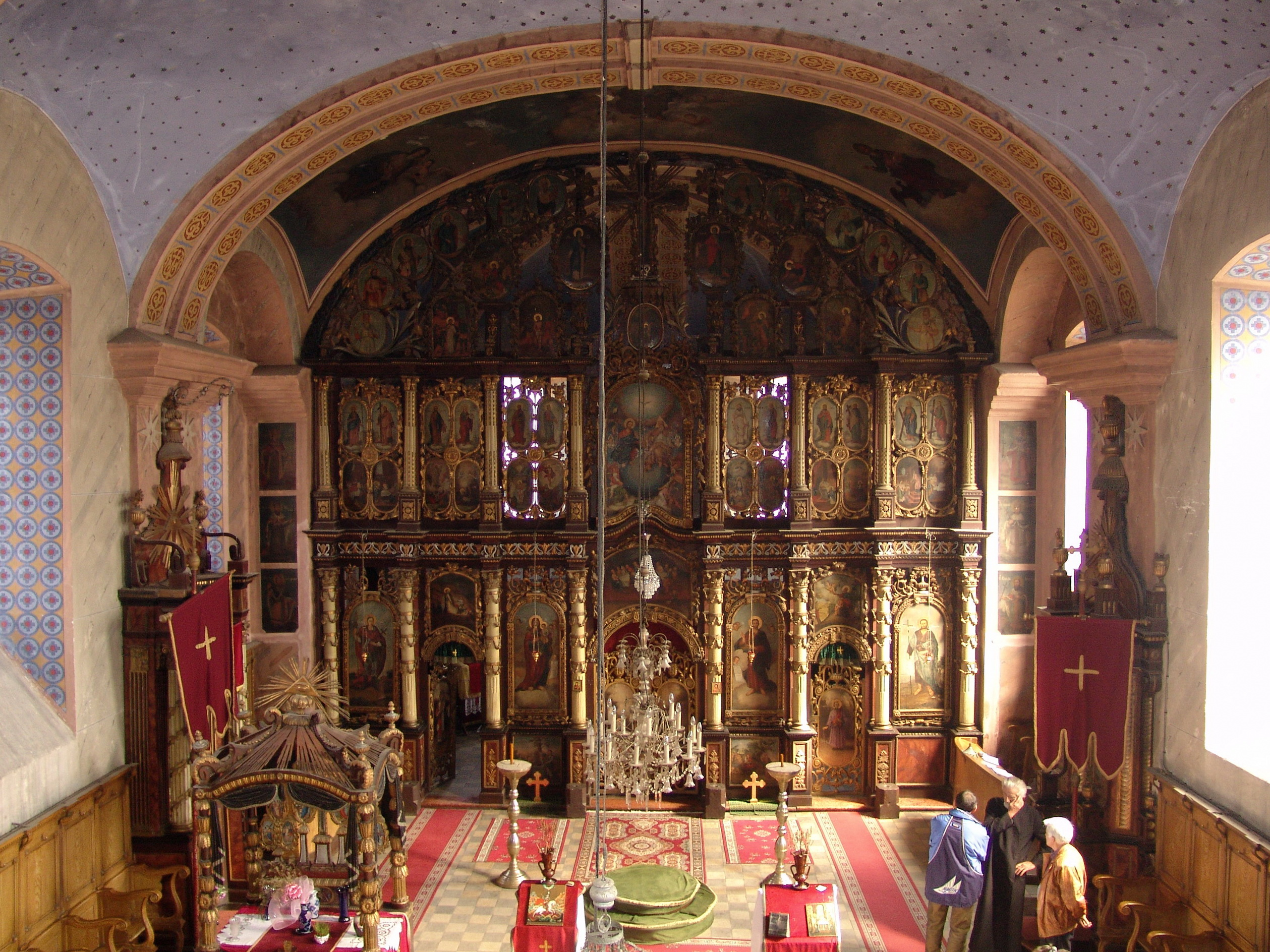
Kyrkans interiör mot ikonostasen.
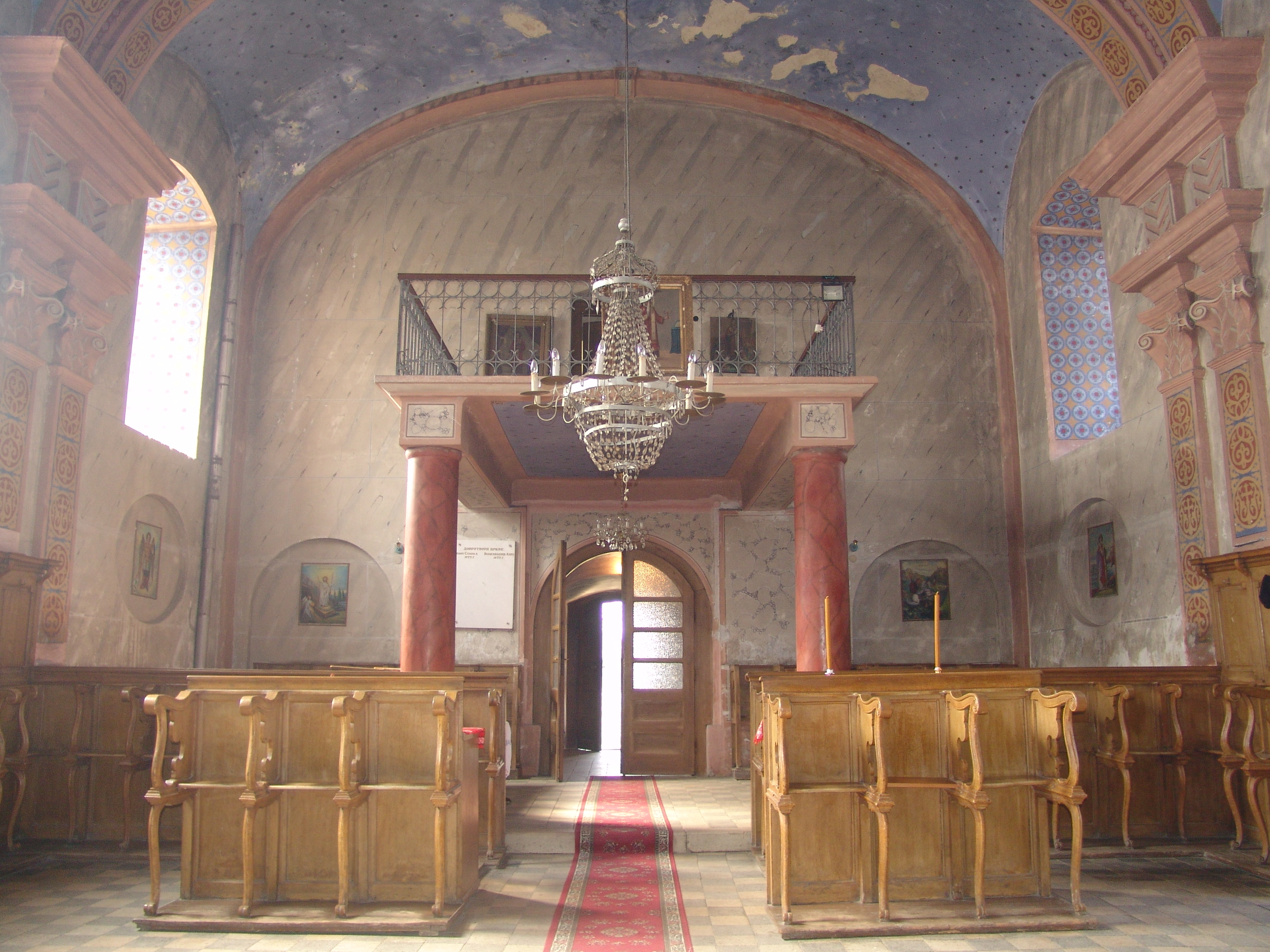
Interiören mot utgången.